# Braås
Braås är en tätort i Växjö kommun i Kronobergs län belägen på en sluttningen mot sjön Örken. Naturskyddsområdena Sjösås äng och Braås park omger samhället

## Historia
Vid Braås gård strax norr om nuvarande Braås fanns ett järnbruk som tillverkade smidesjärn från myrmalm. Bruket lades ner helt i mitten av 1800-talet. När järnvägen Växjö–Klavreström byggdes 1895 anlades en järnvägsstation vid sjön Örkens södra strand. Stationen fick namnet Braås efter Braås gård i närheten. Omkring järnvägsstationen växte sedan Braås samhälle upp i början av 1900-talet. Fram till omkring 1950 var den dominerande näringen trävaruindustrier, bland annat som mest tre sågverk och snickerifabriker. Sysselsättningen minskade successivt och Braås landskommun arbetade under 1950-talets början på att få nyetableringar för att vända trenden.
Braås gav namn åt och var huvudort i Braås landskommun 1952–1970.

### Befolkningsutveckling
| Befolkningsutvecklingen i Braås 1960–2020 | Befolkningsutvecklingen i Braås 1960–2020 | Befolkningsutvecklingen i Braås 1960–2020 | Befolkningsutvecklingen i Braås 1960–2020 | Befolkningsutvecklingen i Braås 1960–2020 |
| ----------------------------------------- | ----------------------------------------- | ----------------------------------------- | ----------------------------------------- | ----------------------------------------- |
|                                           |                                           |                                           |                                           |                                           |
| År                                        |                                           |                                           | Folkmängd                                 | Areal (ha)                                |
| 1960                                      | 1960                                      |                                           | 881                                       |                                           |
| 1965                                      | 1965                                      |                                           | 1 017                                     |                                           |
| 1970                                      | 1970                                      |                                           | 1 255                                     |                                           |
| 1975                                      | 1975                                      |                                           | 1 450                                     |                                           |
| 1980                                      | 1980                                      |                                           | 1 762                                     |                                           |
| 1990                                      | 1990                                      |                                           | 1 782                                     | 170                                       |
| 1995                                      | 1995                                      |                                           | 1 791                                     | 170                                       |
| 2000                                      | 2000                                      |                                           | 1 629                                     | 172                                       |
| 2005                                      | 2005                                      |                                           | 1 567                                     | 172                                       |
| 2010                                      | 2010                                      |                                           | 1 547                                     | 171                                       |
| 2015                                      | 2015                                      |                                           | 1 692                                     | 150                                       |
| 2020                                      | 2020                                      |                                           | 1 779                                     | 155                                       |
|                                           |                                           |                                           |                                           |                                           |

## Samhället

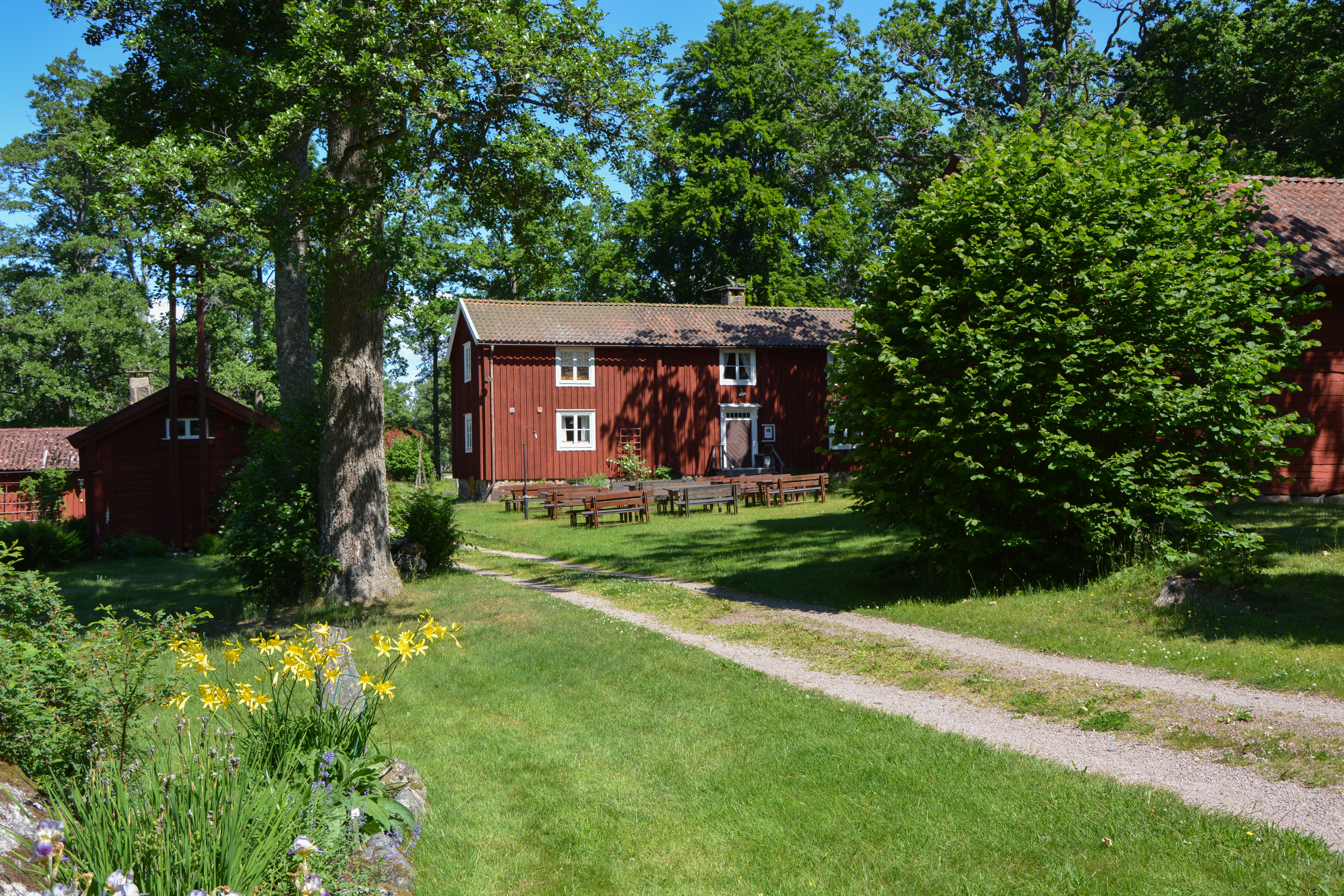
Braås hembygdspark

Här finns även en skola F-9 med ca 500 elever, Sjösås gamla kyrka vars äldsta del är från 1100-talet och Braås hembygdspark med äldre bevarade byggnader och mer än 6 000 föremål i samlingar.

## Näringsliv
Lihnell Vagn AB (Livab) flyttade 1957 sin verksamhet från Björsäter och Ringstorp i Östergötland till Braås. Tillverkningen var drivkärror för civilt och militärt bruk att kopplas till traktorer. Samarbetet med AB Bolinder-Munktell som tillverkade traktorer fördjupades efter hand och 1974 köpte Volvo BM AB bolaget. Den midjestyrda dumpern utvecklades i Braås omkring 1965 och har allt sedan dess gett fabriken en världsledande position.
Volvo Construction Equipment (VCE) har produktutveckling, marknadsföring och tillverkning av dumprar för världsmarknaden förlagd till Braås. Mer än 800 personer (2007) sysselsätts i verksamheten.
Sydsvenska kreditaktiebolaget öppnade ett avdelningskontor i Braås i december 1907. Denna blev senare Skånska banken som lade ner kontoret i Braås under 1900-talet. Braås hade även ett sparbankskontor, tillhörande Kronobergs läns sparbank. Den 28 maj 2010 lade Swedbank ner kontoret i Braås, varefter orten saknade bankkontor.

## Historiska personer med koppling till Braås
- Josef Eklundh (1904–1986), pastor, konstnär
- Johan Alfred Göth (1869–1952), författare, folklivsskildrare
- Nils Persson i Ringstorp (1798–1871), riksdagsman, talman i bondeståndet
- Adam Vilhelm Rappe (1750–1819), brukspatron
- Peder Sjögren (1905–1966), författare
- Peder Sparre (1592–1647), friherre, riksråd
- Lasse Willén (1950–2016), natur- och miljöreporter
- Jean Wilton (1934–2011), konstnär

## Kända personer med koppling till Braås
- Ann Arvidsson, fotbollsspelare
- Jesper Jansson, fotbollsspelare
- Ulrik Jansson, fotbollsspelare
- Daniel Johansson, operasångare, hovsångare
- Anna Maria Käll, skådespelare
- Niclas Sennerteg, författare

## Braås i kulturen
- Diktcykeln "Herr Mogens, bondeplågaren" i Albert Ulrik Bååths bok "Svenska toner" (1893) påstås vara baserad på en sägen om stormannen Peder Ryning på Lidboholm, vid Braås.
- Spelfilmen Komedi i Hägerskog (1968) med Anita Björk, Tor Isedal och Ulf Brunnberg är delvis inspelad i Braås.
- I Jonas Jonassons roman "Hundraåringen som klev ut genom fönstret och försvann" (2009) figurerar Braås flera gånger.